# Paul Ehrenberg
Paul Ehrenberg (Dresda, 1876 o 1878 – Hof, 14 ottobre 1949) è stato un violinista, pittore impressionista tedesco, fratello del compositore Carl Ehrenberg e fratellastro di Hilde Distel.

## Biografia
Allievo del pittore Heinrich von Zügel, è stato membro del "Luitpoldsgruppe" e del "Künstlergenossenschaft". Il suo lavoro, esposto in numerose mostre a Monaco di Baviera, includono ritratti, nature morte, paesaggi e dipinti di animali. Ha sposato la pittrice Lilly Teufel.
Ehrenberg è stato anche un ottimo violinista, ed ha spesso suonato musica da camera con l'amico Thomas Mann. In base alle prove date dalle lettere e diari dello stesso Thomas, il giovane scrittore era fortemente infatuato di Ehrenberg e i due hanno avuto un intenso rapporto personale durato dal 1899 fino a circa il 1904. Diversi personaggi dell'opera letteraria di Mann si basano su di lui.
Ancora in età avanzata quest'amicizia, col suo omoerotismo insoddisfatto, continuerà ad esser considerata da Mann "l'esperienza affettiva centrale dei miei 25 anni", così come viene indicato nei Diari. Egli è il modello di Rudi Schwerdtfeger nel romanzo Doctor Faustus (1947).